# Bautastein von Risa
Koordinaten: 58° 55′ 12,7″ N, 5° 36′ 57,3″ O
Der Bautastein von Risa steht auf einem Hügel südöstlich von Tananger mit Blick auf den Hafrsfjord in Sola bei Stavanger im Fylke Rogaland in Norwegen. Es gibt 22 Standorte erhaltener Bautasteine in Sola.
Der Bautastein ist etwa 2,5 Meter hoch, 0,7 bis 0,8 Meter breit und 10 cm dick. Das untere Ende des Menhirs ist etwas dicker.

## Legende
Er gehört zu den sechs Standorten von Hvilesteinene oder Kvilesteinene (deutsch „Ruhesteinen“ – im Sinne von Grabsteinen) des Erling Skjalgsson (925–1028) des Schwagers von Olav I. Tryggvason, die der Legende nach in Jåsund, Meling, Haga, Risa, Hogstad und Sømme aufgerichtet wurden.